# Vinagre (VNC)
O Vinagre é um Visualizador de Área de Trabalho Remota desenvolvido para o Ambiente GNOME. Ele usa o sistema VNC (Virtual Network Computing) para controlar remotamente outro computador.

## Histórico
Desenvolvido por um programador brasileiro, ele foi incluso no GNOME 2.22, possuindo o diferencial em conectar-se simultaneamente a várias máquinas, salvar conexões recentes, criar marcadores e descobrir servidores de VNC utilizando o método UPnP na rede local.
No entanto, funções como a transferência de arquivos, compressão de vídeo, resolução de cores e controle de frames, não estão disponíveis como no outros clientes VNC.
A partir do Ubuntu 8.04 (Hardy Heron), o Vinagre passou a ser o cliente oficial na instalação padrão do sistema operacional Ubuntu, substituindo o xvnc4viewer.